# حزب حقوق الإنسان والمواطنة
حزب حقوق الإنسان والمواطنة هو حزب سياسي مصري.
خاض الحزب الانتخابات البرلمانية المصرية 2011-2012 في الإسكندرية وأسيوط.